# Kaseta wideo

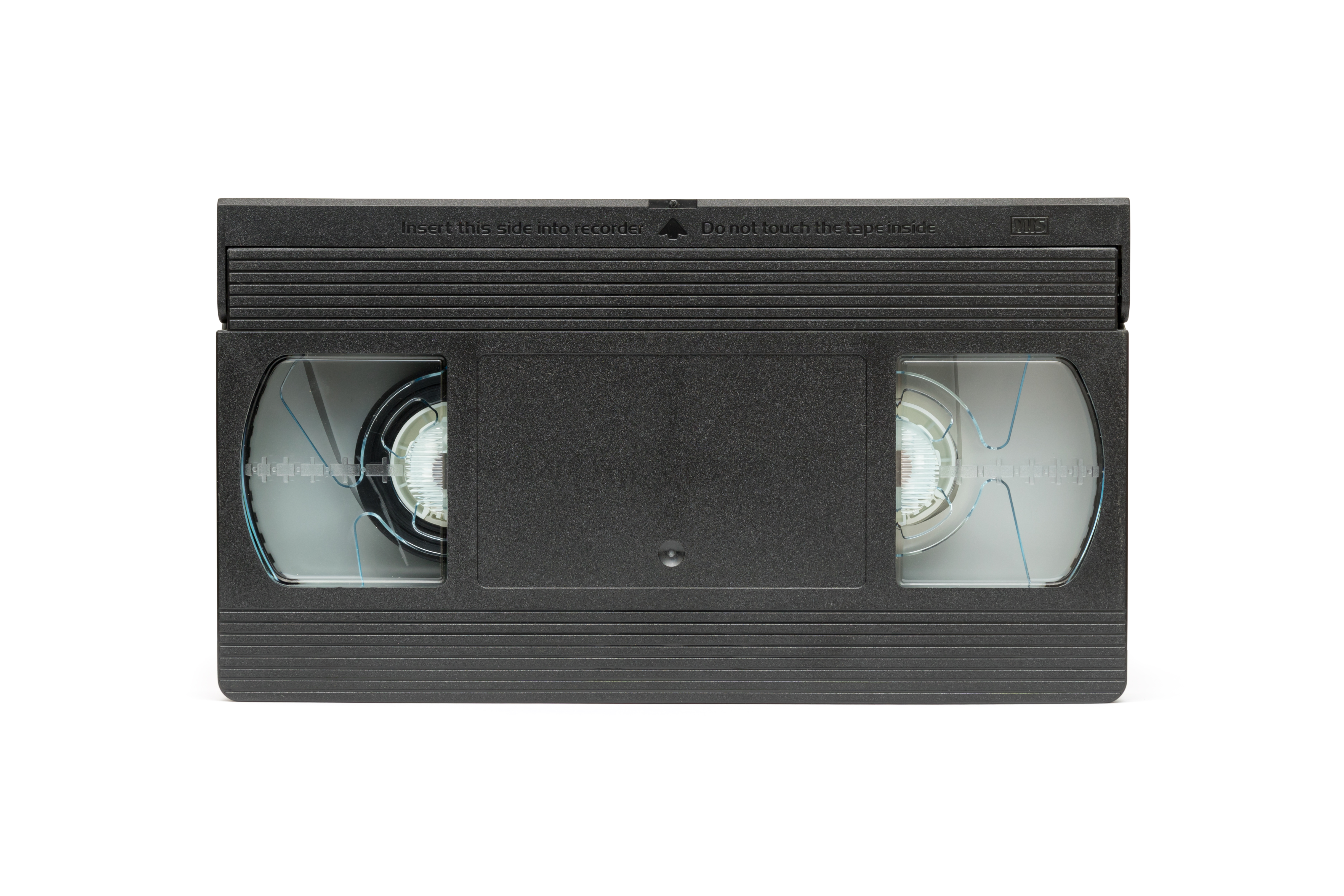
Kaseta wideo, system VHS

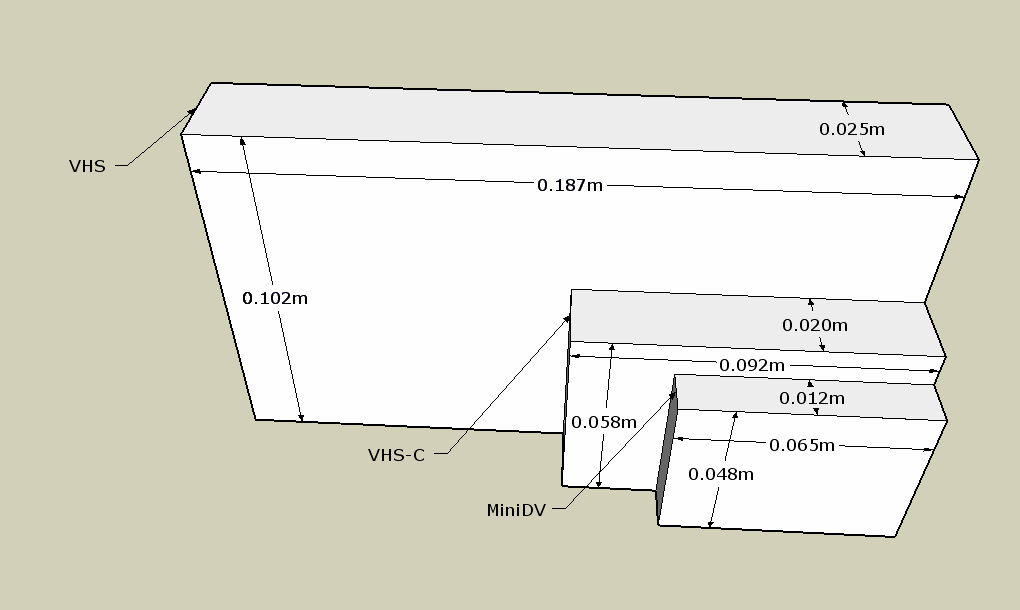
Wymiary różnych rodzajów kaset wideo

Kaseta wideo (ang. video cassette) – kaseta z taśmą magnetyczną przeznaczona do zapisu, przechowywania i późniejszego odtwarzania sygnału audiowizualnego w magnetowidzie (cyfrowego lub analogowego).

## Historia
Rozwiązania oparte o taśmy magnetyczne zostały pokazane zainteresowanym przedsiębiorstwom telewizyjnym w latach 50 XX wieku. Między innymi w 1958 roku amerykańskie przedsiębiorstwo Ampex wyprodukowało taśmę magnetyczną do rejestracji kolorowych nagrań audiowizualnych.
Pierwsze amatorskie standardy budowy i działania kaset wideo oraz odpowiednich urządzeń powstały w latach 70 XX w. Pierwszą kasetę VHS wyprodukowała JVC. W 1975 r. powstał standard Betamax, rok później VHS, a pod koniec lat 70 XX w. format Video 2000.
Standardy różnią się techniką zapisu informacji, szerokością taśmy, maksymalną długością nagrania oraz obudową (kasetą).
W połowie lat 80 XX w. najpopularniejszy w Europie stał się format VHS. Określenie kaseta wideo stało się tożsame właśnie dla kasety VHS. Udoskonaloną formą tego standardu jest kaseta S-VHS.
Inne formaty kasetowe: VHS-C, U-matic (format profesjonalny), Betacam (format profesjonalny), Video 8 mm (taśma 8 mm metaliczna), Hi8, VCR LP (szpulki położone współosiowo), CVC (minikaseta z taśmą 6 mm), V-Cord I i II (pierwszy kasetowy magnetowid domowy), Quasar VX, MiniDV, DVCAM, D-VHS i inne.